# 존 조 네빈
존 조 네빈(영어: John Joe Nevin)으로 잘 알려진 존 조지프 네빈(영어: John Joseph Nevin, 1989년 6월 7일~)은 아일랜드의 전직 권투 선수이다. 2012년 하계 올림픽에서 남자 밴텀급 은메달을 획득했고 세계 선수권 대회에서 동메달 2개, 유럽 선수권 대회에서 금메달 1개를 획득했다.